# Dendrobium shiraishii
Dendrobium shiraishii är en orkidéart som beskrevs av Tomohisa Yukawa och M.Nishida. Dendrobium shiraishii ingår i släktet Dendrobium, och familjen orkidéer. Inga underarter finns listade i Catalogue of Life.